# Misión de San José de Comondú
La misión de San José de Comondú es un sitio histórico y era una misión católica, localizada a 50 km al oeste de la misión de Nuestra Señora de Loreto, fundada en 1708 por los jesuitas y se encuentra en la localidad de San José de Comondú en el municipio de Comondú, Baja California Sur, México, con la intención de evangelizar a los indígenas cochimíes de la región de Comondú en la península de Baja California durante la época colonial. 

## Historia

### Fundación
Los primeros exploradores en Comondú fueron el almirante Isidro de Atondo y Antillón y el padre  jesuita Eusebio Francisco Kino en 1684. 
Volvieron los jesuitas pero ahora Juan María de Salvatierra, Juan de Ugarte y el padre Julián Mayorga quienes fundaron la misión de San José de Comondú en 1708 en el sitio hoy llamado Comondú Viejo. Esta región fue conocida como Comondú por los indígenas cochimíes a los que Kino se proponía evangelizar. El significado del topónimo es desconocido. La región se encontraba a 54 km de la Misión de Loreto, casi en medio de la península sobre la sierra de la Giganta.
La misión fue financiada don José de la José de la Puente y Peña Castejón y Salcines, marqués de Villapuente de la Peña, que otorgó a los misioneros una dotación de 10,000 pesos para cubrir los costos de su administración. El padre Mayorga fue responsable de la construcción y quedó al frente de la misión hasta su muerte en 1736 y la misión siguió operando en este sitio por 28 o 29 años. 

### Mudanza
Después de la muerte del padre Julián Mayorga en el 10 de noviembre de 1736, los misioneros abandonaron el sitio original por su escasez de agua y se mudaron al sitio de la visita de San Ignacio, que había pertenecido a la jurisdicción de la misión de Loreto, en un valle al sur que tenía mejores recursos hídricos. En este valle y a poca distancia al sur del sitio nuevo también estaba la visita de San Miguel de Cadandogomo (Comondú) que fue cedida a la jurisdicción de la misión de Comondú en 1737 después de haber pertenecido a la misión de San Francisco Javier que también se mudó a su sitio actual el mismo año.
A mediados del siglo XVIII, los jesuitas iniciaron una serie de importantes proyectos de construcción en varias misiones. El padre misionero Francisco Inamma de origen austriaco, dirigió la construcción de una nueva iglesia para la misión. La iglesia de piedra fue construida en seis años de 1754 a 1760. Se construyó con un techo abovedado y tenía las dimensiones de 30 x 13 varas (25.1 x 10.8 metros) y es la única en la península que tenía tres naves y, por consiguiente, tres altares.

### Abandono
Para 1793 ya expulsados los misioneros jesuitas de las colonias españolas, los frailes dominicos informaron a sus superiores que la misión contaba con 25 pinturas religiosas y 6 estatuas. La misión dejó de funcionar como tal en 1827.

### Destrucción
De esta misión se cuenta y además es cierto que un gobernador de ingrata memoria, en tiempos de persecución religiosa, en México ordenó dinamitar en 1930 los restos de la vieja misión para aprovechar la piedra con que estaba construida para edificar una escuela, lo increíble es que Comondú está ubicada en una cañada en que abunda la piedra. Algunos historiadores suponen que el tipo ese que ordenó dinamitar la vieja misión era un anticlerical que hizo buen negocio vendiendo las reliquias de la misión para posteriormente destruirla para borrar evidencias. En la actualidad la iglesia no existe, solo se conservan la sacristía y la casa donde vivían los padres misioneros.

## Geografía
Está situada a la orilla de un pequeño arroyo que corre a través de la sierra de la Giganta. Las siguientes instituciones misioneras eran las más cercanas al segundo y último sitio de la misión:
| Noroeste: Misión La Purísima Concepción de Cadegomó (29 km)       |                                                             | Nordeste: Visita de San Juan Bautista Londó, cerca del sitio de la abandonada misión de San Bruno (39.5 km) |
|                                                                   |                                                             | Este: Misión de Nuestra Señora de Loreto Conchó (48.25 km)                                                  |
| Suroeste: Misión San Francisco Javier de Viggé-Biaundó (35.56 km) | Sur: Visita de San Miguel de Cadandogomo (Comondú) (2.5 km) | |

## Epílogo
El escritor y antropólogo Fernando Jordán llamó en su libro "El otro México, biografía de Baja California" (1953) a los dos Comondús (San Miguel y San José) "El último paraíso sobre la tierra".